# Аса
А̀са (на гръцки: Άσσα) е малко селище на Халкидическия полуостров, Гърция, част от дем Аристотел, област Централна Македония. Според преброяването от 2001 година броят на жителите му е 43. Разположено е на няколко километра северно от Пиргадикия, на брег на Светогорския залив.